# ريتشارد شمبورك
ريتشارد شمبورك (بالإنجليزية: Moritz Richard Schomburgk)‏ (و. 1811 – 1891 م) هو مستكشف، وعالم نبات، وبستاني، وصانع نبيذ، وجندي من المملكة المتحدة لبريطانيا العظمى وأيرلندا، ومملكة بروسيا، ولد في فرايبورغ، كان عضوًا في الأكاديمية الألمانية للعلوم ليوبولدينا، توفي عن عمر يناهز 80 عاماً.

## الخدمة العسكرية
خدم في الجيش البروسي.